# RS-124
La RS 124 est une route locale de l'État du Rio Grande do Sul située dans la mésorégion métropolitaine de Porto Alegre. Elle relie la municipalité d'Harmonia au pôle pétrochimique de la région de Porto Alegre, sur la commune de Triunfo. Elle dessert les communes d'Harmonia, Monténégro et Triunfo, et est longue de 47,010 km.